# Zdeněk Hoření
Zdeněk Hoření (Frýdštejn, 1930. február 9. – Prága, 2021. február 12.) cseh újságíró, a Rudé Právo főszerkesztője (1983–1989), kommunista politikus.

## Pályafutása
Újságírói pályafutása 1954-ben kezdődött, ekkor a Rudé právo napilap szerkesztője, 1962 és 1968 között annak moszkvai tudósítója. 1969-től a Rudé právo főszerkesztő-helyettese, 1983-tól 1989-ig főszerkesztője. 1972 és 1983 között a Csehszlovák Újságírók Szövetségének elnöke.
1976-tól Csehszlovákia Kommunista Pártja Központi Bizottságának tagjelöltje, 1982-től a Központi Bizottság tagja. 1976 és 1986 között képviselő a Cseh Nemzeti Tanácsban. 1986 és 1990 között képviselő a Szövetségi Gyűlés Népek Kamarájában (csehszlovák parlament).
Az 1989-es rendszerváltást követően visszavonult a közéletből és a politikából egyaránt. 2021-ben hunyt el Covid19-ben és tüdőgyulladásban.

## Kitüntetése
- Köztársaság-érdemrend (Řád republiky, 1980)

## Fordítás
- Ez a szócikk részben vagy egészben a Zdeněk Hoření című cseh Wikipédia-szócikk fordításán alapul.  Az eredeti cikk szerkesztőit annak laptörténete sorolja fel. Ez a jelzés csupán a megfogalmazás eredetét és a szerzői jogokat jelzi, nem szolgál a cikkben szereplő információk forrásmegjelöléseként.